# Châlons-en-Champagne
Châlons-en-Champagne (do 1998 Châlons-sur-Marne) je glavno mesto in občina severne francoske regije Šampanja-Ardeni, prefektura departmaja Marne. Leta 2010 je mesto imelo 45.299 prebivalcev.

## Geografija
Kraj leži v severni Franciji ob reki Marni. Svojo pomembnost kot administrativno središče dolguje osrednji legi v regiji, kajti ima kar štirikrat manj prebivalcev od Reimsa. Manjši je tudi od Troyesa in Charleville-Mézièresa.

## Administracija
Châlons-en-Champagne je sedež štirih kantonov:
- Kanton Châlons-en-Champagne-1 (del občine Châlons-en-Champagne: 12.449 prebivalcev),
- Kanton Châlons-en-Champagne-2 (del občine Châlons-en-Champagne, občine Aigny, Condé-sur-Marne, Les Grandes-Loges, Isse, Juvigny, Recy, Saint-Étienne-au-Temple, Saint-Martin-sur-le-Pré, La Veuve, Vraux: 17.616 prebivalcev),
- Kanton Châlons-en-Champagne-3 (del občine Châlons-en-Champagne, občine Compertrix, Coolus, Fagnières, Saint-Gibrien: 16.456 prebivalcev),
- Kanton Châlons-en-Champagne-4 (del občine Châlons-en-Champagne, občina Saint-Memmie: 16.451 prebivalcev).

Mesto je prav tako sedež okrožja, v katerega so poleg njegovih vključeni še kantoni Écury-sur-Coole, Marson, Suippes in Vertus s 101.691 prebivalci.

## Zgodovina
Châlons-en-Champagne je izpričan kot Durocatalaunum že v obdobju keltsko-rimske Galije. Leta 451 je v njegovi bližini potekala bitka na Katalaunskih poljih, v kateri je zahodnorimski vojskovodja Flavij Aetij premagal hunskega poglavarja Atilo. 
Kraj je postal pomemben v času Ancien Régime.

## Znamenitosti
Châlons-en-Champagne je na seznamu francoskih umetnostno-zgodovinskih mest.
- romansko-gotska cerkev Notre-Dame-en-Vaux, kolegial iz 12. do 15. stoletja, na UNESCOvem seznamu svetovne kulturne dediščine kot del romarske poti v Santiago de Compostelo,
- prvotno romanska Katedrala sv. Štefana,
- cerkev sv. Alpina

## Pobratena mesta
- Bobo-Dioulasso (Burkina Faso),
- Ilkeston (Združeno kraljestvo)
- Mirabel (Kanada),
- Neuss (Nemčija),
- Razgrad (Bolgarija),
- Wittenberge (Nemčija).